# Haejangguk
Haejangguk (en coreano significa "un caldo para expulsar la resaca", a veces es denominada como sulguk: 술국) se trata de una sopa clásica de la cocina coreana. La olla donde se cuece esta sopa se denomina tukbaegi (pequeña olla de porcelana oscura). En Corea haejangguk son apreciados como platos ideales para disminuir los efectos de la resaca. Sus ingredientes más habituales son la col napa, sangre de buey (similar a la morcilla) y diversas verduras cocidas en un caldo de ternera.

## Historia
En la Nogeoldae, un manual para aprender Chino hablado publicado en Dinastía de Goryeo (918-1392), aparece el término seongjutang (醒酒湯). Esta palabra significa "sopa para quitar resaca" y se ha asumido que es el origen del haejangguk. De acuerdo con la entrada de este manual la sopa se elabora con carne picada, fideos, cebollas de primavera, y polvo de cheoncho (천초, pieles de frutas de Zanthoxylum piperitum) todo ello cocido en un caldo. La composición es la misma receta que el haejangguk actual.
A pesar de todo el haejangguk no es mencionado en los libros de cocina escritos durante la Dinastía Chosŏn (1392–1910), la receta se puede ver en diferentes escenas de género y documentos posteriores. En los lienzos de Shin Yun-bok (b. 1758) titulado Jumakdo (주막도 "Pinturas de taberna), se puede ver una escena en la que se elabora un haejangguk. En la escena se come un haejangguk, mientras un jumo, propietaria femenina del jumak (una taberna) elabora una sopa en un sot ( especie de caldero).

## Características
El plato emplea verduras como el kongnamul (una especie de brotes de soja), setas, galbi, pepino de mar y horejas de mar. Todos estos ingredientes mezclados con tojang (judías) se ponen a remojo un día antes. La sopa se elabora en un hangari (una especie de olla de barro). La sopa se elabora con sangre de buey preparada previamente, de tal forma que se agrega durante las fases finales de la cocción.

## Tipos
Existen diversos tipos de haejangguk dependiendo básicamente de la disponibilidad de los ingredientes en cada región. El Haejangguk de Seúl es un tipo de tojangguk (sopa de pasta de soja) elaborada con kongnamul, daikon, col napa, cebollas de primavera, sangre de buey coagulada y tojang. El caldo previo se elabora con los huesos de buey cocidos durante horas. Las regiones vecinas de Cheongjin-dong son famosas por su haejangguk al estilo de Seúl. En la ciudad de Jeonju se sirve el "kongmaul gukbap" como un haejangguk. 
- Ugeojiguk (우거지국) - elaborado con ugeoji (우거지, hojas secas de col china)
- Kongnamulguk (콩나물국) - elaborado con kongnamul (brotes de soja)
- Seonjiguk (선지국) - elaborado con seonji (선지, sangre coagulada de buey)
- Jaecheopguk - elaborado con jaecheop (Corbicula fluminea) y buchu (cebolleta)
- Gulgukbap - elaborado con ostras y cebolleta